# Îles du Désappointement
Die Îles du Désappointement (englisch: Disappointment Islands, deutsch: „Inseln der Enttäuschung“) sind eine kleine Gruppe von Atollen im Nordosten des Tuamotu-Archipels in Französisch-Polynesien.
Die Atolle heißen Tepoto Nord (14°06'20" S, 141°25'20" W) und Napuka (14°10'28" S, 141°13'50" W), die die Gemeinde Napuka bilden. Oft wird auch Puka-Puka (14° 49' S, 138° 48' W) dazugezählt, das 260 km (Napuka) und 288 km (Tepoto Nord) südöstlich liegt. Das aride Klima der Inseln macht sie zu einem dünn besiedelten, ungastlichen Ort.

## Demografie
Die Einwohner sind fast ausschließlich Polynesier. Laut Angaben aus dem Jahr 2007 ist
Tepoto Nord von 44, Napuka von 271 und Puka-Puka von 162 Personen bewohnt.

## Geschichte
Tepoto Nord und Nepuka wurden von Siedlern vom benachbarten Tuamotu-Archipel besiedelt, Puka-Puka wurde Anfang des 20. Jahrhunderts von Fakahina besiedelt.
Die Inseln wurden der Legende nach 1519 von Ferdinand Magellan benannt, der dort auf dem Weg zu den Philippinen keine Wasserquelle finden konnte, um die Schiffsvorräte aufzufüllen. Wahrscheinlicher und belegt ist jedoch, dass der erste bekannte europäische Entdecker, John Byron, den Inseln 1765 ihren Namen gab, da er dort auf eine Bevölkerung stieß, die den Europäern feindlich gesinnt war.